# جيمس لوغان (سياسي)
جيمس لوغان (بالإنجليزية: James Logan)‏ هو سياسي أمريكي، ولد في 11 مارس 1791، وتوفي في 6 ديسمبر 1859. انتخب عضو مجلس نواب أركنساس.